# Kłembiwka (stacja kolejowa)
Kłembiwka (ukr. Клембівка) – stacja kolejowa w pobliżu miejscowości Kłębówka, w rejonie szepetowskim, w obwodzie chmielnickim, na Ukrainie. Położona jest na linii Szepetówka – Tarnopol.
W okresie międzywojennym istniała tu mijanka.